# Kubrat Jonaščă
Kubrat Koraj Jonaščă (anche traslitterato in Kubrat Onasci) (in bulgaro Кубрат Корай Йонашчъ?; Sofia, 6 luglio 2006) è un calciatore bulgaro, centrocampista del Septemvri Sofia.

## Carriera

### Club
Cresciuto nel settore giovanile del Septemvri Sofia, il 17 marzo 2023 ha debuttato in prima squadra nell'incontro di prima divisione bulgara perso 3-0 contro il Černo More Varna e dieci giorni dopo ha firmato il suo primo contratto professionistico. La stagione successiva, con il club retrocesso in seconda divisione, ha iniziato a giocare con maggior frequenza segnando il suo primo gol in carriera in competizioni professionistiche l'8 agosto nella partita vinta 3-2 contro il CSKA 1948 Sofia II. Rimane nel Septemviri Sofia anche nella stagione 2024-2025 e nella stagione 2025-2026, entrambe giocate in prima divisione.

### Nazionale
Ha giocato con le nazionali giovanili bulgare Under-17, Under-18, Under-19 ed Under-21.

## Statistiche

### Presenze e reti nei club
Statistiche aggiornate al 13 agosto 2025.
| Stagione                | Squadra                 | Campionato              | Campionato | Campionato | Coppe nazionali | Coppe nazionali | Coppe nazionali | Coppe continentali | Coppe continentali | Coppe continentali | Altre coppe | Altre coppe | Altre coppe | Totale | Totale | Totale |
| Stagione                | Squadra                 | Comp                    | Pres       | Reti       | Comp            | Pres            | Reti            | Comp               | Pres               | Reti               | Comp        | Pres        | Reti        | Pres   | Reti   |        |
| ----------------------- | ----------------------- | ----------------------- | ---------- | ---------- | --------------- | --------------- | --------------- | ------------------ | ------------------ | ------------------ | ----------- | ----------- | ----------- | ------ | ------ | ------ |
| 2022-2023               | Septemvri Sofia         | 1L                      | 2          | 0          | CB              | 0               | 0               | -                  | -                  | -                  | -           | -           | -           | 2      | 0      |        |
| 2023-2024               | Septemvri Sofia         | 2L                      | 19         | 1          | CB              | 1               | 0               | -                  | -                  | -                  | -           | -           | -           | 20     | 1      |        |
| 2024-2025               | Septemvri Sofia         | 1L                      | 24         | 1          | CB              | 0               | 0               | -                  | -                  | -                  | -           | -           | -           | 24     | 1      |        |
| 2025-2026               | Septemvri Sofia         | 1L                      | 4          | 0          | CB              | 0               | 0               | -                  | -                  | -                  | -           | -           | -           | 4      | 0      |        |
| Totale Septemviri Sofia | Totale Septemviri Sofia | Totale Septemviri Sofia | 49         | 2          |                 | 1               | 0               |                    | -                  | -                  |             | -           | -           | 51     | 2      |        |
| Totale carriera         | Totale carriera         | Totale carriera         | 49         | 2          |                 | 1               | 0               |                    | -                  | -                  |             | -           | -           | 51     | 2      |        |